# سونگ کانگ
سونگ کانگ (کره‌ای: 송강؛ زادهٔ ۲۳ آوریل ۱۹۹۴)(۳۰ساله) بازیگر اهل کره جنوبی است. او به خاطر ایفای نقش اصلی در مجموعه‌های تلویزیونی آلارم عشق (۲۰۱۹–۲۱)، خانه شیرین (۲۰۲۰)، همچو پروانه (۲۰۲۱)، با وجود اینکه می‌دانم (۲۰۲۱)، پیش‌بینی عشق و آب‌وهوا (۲۰۲۲) و شیطان من (۲۰۲۳). شناخته می‌شود. از او با لقب «پسر نتفلیکس» نیز یاد می‌شود چون بیشتر مجموعه‌هایش از این پلتفرم پخش شده است.
.

## فیلم‌شناسی

### فیلم
| سال  | عنوان        | نقش        | توضیحات | منابع |
| ---- | ------------ | ---------- | ------- | ----- |
| ۲۰۱۸ | خون‌آشام زیبا | لی سو نیون |         |       |

### مجموعه تلویزیونی
| سال       | عنوان                          | نقش         | توضیحات                | منابع |
| --------- | ------------------------------ | ----------- | ---------------------- | ----- |
| ۲۰۱۷      | دروغگو و معشوقش                | بک جین وو   |                        |       |
| ۲۰۱۷–۲۰۱۸ | مردی در آشپزخانه               | کیم وو جو   |                        |       |
| ۲۰۱۹      | نوازش قلبت                     | پیک         | حضور افتخاری (قسمت ۱۳) | [ ۳ ] |
| ۲۰۱۹      | وقتی شیطان نامت را فرا می‌خواند | لوکا        |                        |       |
| ۲۰۲۱      | همچو پروانه                    | لی چه روک   | نقش اول                |       |
| ۲۰۲۱      | با وجود اینکه می‌دانم           | پارک جه اون | نقش اول                |       |
| ۲۰۲۲      | پیش‌بینی عشق و آب‌وهوا           | لی شی وو    | نقش اول                |       |
| ۲۰۲۴      | شیطان من                       | جونگ گو وون | نقش اول                |       |

### مجموعه اینترنتی
| سال        | عنوان      | نقش           | توضیحات | منابع |
| ---------- | ---------- | ------------- | ------- | ----- |
| ۲۰۱۹–۲۰۲۱  | آلارم عشق  | هوانگ سون اوه | فصل ۱–۲ |       |
| ۲۰۲۰–اکنون | خانه شیرین | چا هیون سو    | فصل ۱–۳ | [ ۴ ] |

### برنامه تلویزیونی
| سال       | عنوان           | نقش               | توضیحات      | منابع |
| --------- | --------------- | ----------------- | ------------ | ----- |
| ۲۰۱۸      | اینکیگایو       | مجری              | قسمت ۹۴۵–۹۷۹ |       |
| ۲۰۱۸–۲۰۱۹ | بقای روستا، هشت | عضو گروه بازیگران |              |       |

### برنامه اینترنتی
| سال  | عنوان           | نقش               | توضیحات           | منابع |
| ---- | --------------- | ----------------- | ----------------- | ----- |
| ۲۰۱۸ | اوپا من نمی‌دانم | عضو گروه بازیگران | استودیو لولو لالا | [ ۵ ] |

### موزیک ویدئو
| عنوان                                   | سال  | آرتیست  | منابع |
| --------------------------------------- | ---- | ------- | ----- |
| «شب شیرین تابستان» (달콤한 여름밤)      | ۲۰۱۷ | The Ade |       |
| «داستان عاشقانه» (러브스토리)           | ۲۰۱۷ | سوران   |       |
| «بعداً بهم زنگ بزن» (이 번호로 전화해줘) | ۲۰۱۹ | وایب    |       |

## جوایز و نامزدی‌ها
| مراسم جوایز                 | سال  | دسته                                 | نامزد(ها)/اثر(ها)          | نتیجه    | منابع         |
| --------------------------- | ---- | ------------------------------------ | -------------------------- | -------- | ------------- |
| جوایز محتوای آسیایی         | ۲۰۲۱ | بازیگر تازه‌کار                       | همچو پروانه                | نامزدشده | [ ۶ ] [ ۷ ]   |
| جوایز محتوای آسیایی         | ۲۰۲۱ | جایزه ممتاز ای‌سی‌ای                   | خانه شیرین                 | برنده    | [ ۸ ]         |
| جوایز هنری بکسانگ           | ۲۰۲۱ | بهترین بازیگر تازه‌کار مرد – تلویزیون | خانه شیرین                 | نامزدشده | [ ۹ ]         |
| جوایز وفاداری مشتری با برند | ۲۰۲۱ | بازیگر مرد - ستاره در حال پیشرفت     | سونگ کانگ                  | برنده    | [ ۱۰ ]        |
| برند سال                    | ۲۰۲۱ | بازیگر ستاره مرد در حال پیشرفت       | سونگ کانگ                  | نامزدشده |               |
| نیوسیس هالیو اکسپو          | ۲۰۲۱ | جایزه مدیرعامل بنیاد گردشگری سئول    | سونگ کانگ                  | برنده    | [ ۱۱ ]        |
| جوایز سرگرمی اس‌بی‌اس         | ۲۰۱۸ | جایزه تازه‌کار مرد                    | بقای روستا، هشت، اینکیگایو | نامزدشده |               |
|                             | ۲۰۲۱ | بازیگر مرد کره‌ای برجسته              | خانه شیرین                 | نامزدشده | [ ۱۲ ] [ ۱۳ ] |
| کاراکتر سال                 | ۲۰۲۱ | برنده                                | خانه شیرین                 | [ ۱۴ ]   |               |